# Like I Love You (Lost Frequencies)
Like I Love You è un singolo del DJ belga Lost Frequencies, pubblicato il 14 settembre 2018.
Il singolo ha visto la collaborazione vocale del duo statunitense The NGHBRS.

## Video musicale
Il videoclip è stato pubblicato il 14 settembre 2018 sul canale YouTube del DJ.